# Javier Marín
Javier Marín Ayerbe (Saragozza, 12 aprile 1994) è un cestista spagnolo.